# Sofía Arreola
Sofía Arreola Navarro (nascida em 22 de abril de 1991, em Monterrey) é uma ciclista mexicana. Competiu nos Jogos Pan-Americanos de 2015.